# Kasteel Baarschot
Kasteel Baarschot was een kasteeltje bij Esch. Het lag ten noorden van Esch, juist aan de overzijde van de brug over de Essche Stroom aan de weg naar Vught. Deze brug wordt wel Kasteelse Brug of Lage Brug genoemd. Voorbij de brug lag het iets naar het oosten.
Het betrof een eenvoudige, omgrachte edelmanswoning of slotje. Tegenwoordig is er sprake van een hoeve die waarschijnlijk delen van het voormalige huis bevat. Toen de Essche Stroom omstreeks 1965 werd gekanaliseerd en tevens een ruilverkaveling werd uitgevoerd ontdekte men gangen. Deze werden echter niet onderzocht maar dichtgestort. Vermoedelijk betrof het muurresten van het voormalig kasteel. Ook de gracht is al lang verdwenen.
In documenten was altijd sprake van het huijs, hoff en het lant te Baerschot én over het hoff de Esschelaer of Esschelair ten Essche. Het is niet zeker of er twee huizen gestaan hebben en ook niet welke naam bij welk huis hoorde.
Kasteel Baarschot is in 1501 gebouwd, maar het feit dat men verplicht was om de rentmeester van de Abdij van Echternach om de 7 jaar gedurende 24 uur in de kost te nemen doet een veel hogere ouderdom vermoeden. In 1501 gaf ene Jacob Henrics van de Merendonk een hoeve bij de brug te Esch, op Baerschot, met een visserij, alsmede twee huizen aldaar, met beesten en getouwen tot de visserij in erfcijns aan Lambert van den Hezenacker. Daarna werd het huis meermalen genoemd, zoals in 1559 en in 1611, toen er sprake was van een akker de Baerschot 9 lopense daer d'omgraven huys opgestaen heeft rontomme in den water geheten d'Aa oft Dommel. In 1662 was sprake van eene schoone plaizante steen omwaeterde huysinge met eene schoone hoeve lants, verciert met schoone houtwasse ende opgaende boomen, met schoone teullanden, hoylanden, weylanden, hoven, boomgaert, met eene schoone visscherye, gelegen op den Dommelstroom by de LegeBrugge, van outs geheeten Baerschot tezamen metten Esselair ende ronden Colaart. In 1681 was het huis eigendom van Hendrik Sweerts de Landas.
In 1715 was sprake van een kasteel, dat na 1742 nog bewoond werd door Samuel Chambrier, kapitein in het Staatse leger. Tussen 1781 en 1785 kwam het in handen van Elisabeth Gratiana Sayer van Limburg Stirum, maar in 1803 werd het verkocht. Daarna is het nog in het bezit geweest van onder meer de families Sassen en Van den Bogaerde van Terbrugge.

## Bron
- Kasteel Baarschot